# Telluromètre (électricité)
Pour les articles homonymes, voir Telluromètre.
Un telluromètre ou tellurohmètre, est un instrument de mesure électrique permettant de mesurer la résistivité du sol ainsi que la résistance des prises de terre d'un réseau électrique.

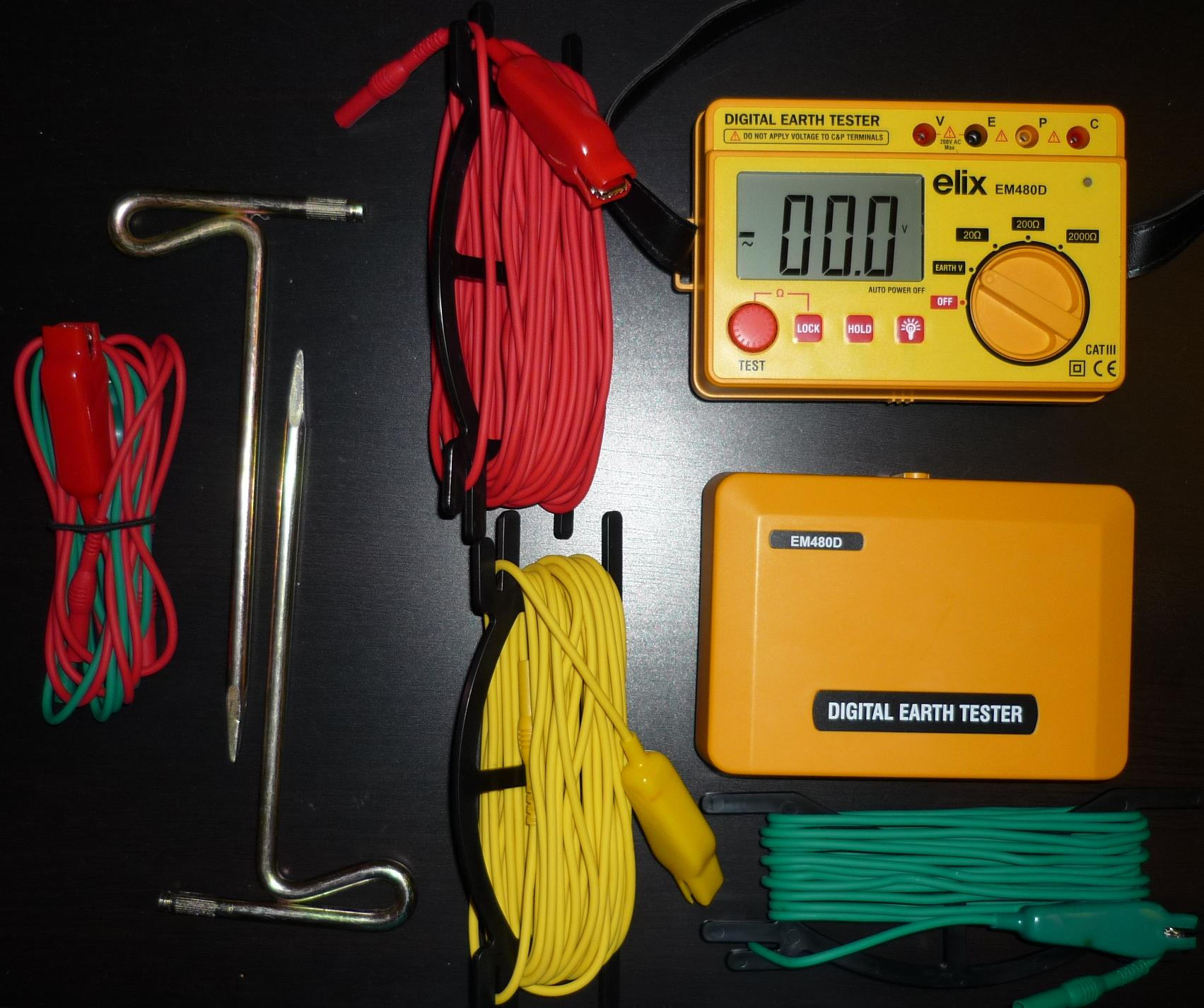
Telluromètre.

## Historique
En France, les décrets du 4 août 1935 instaurent l'obligation de réunir les carcasses métalliques des machines électriques à la terre pour les tensions supérieures à 150 volts. Ceci conduit à la nécessité de mesurer convenablement la valeur de la résistance des terres. Le telluromètre (ou ohmmètre de terre ou contrôleur de terre) est l'appareil de mesure destiné à cette utilisation.

## Fonctionnement
Un telluromètre est composé d'un générateur de courant alternatif d'une fréquence de 41 Hz à 5 kHz, et d'un voltmètre. La mesure peut se faire en deux, trois ou quatre points (méthode de Wenner),.
À l'origine, dans les années 1940 — et jusqu'à aujourd'hui pour certains appareils —, le principe de fonctionnement est basé sur la propriété d'un transformateur d'intensité de précision de rapport 1/1. Le couplage est tel que les deux enroulements soient parcourus par deux courants égaux et exactement en opposition de phase. Si le secondaire de ce transformateur est chargé par une résistance R1 et si le primaire est alimenté par une source de courant alternatif, en série avec une résistance R2, la tension aux bornes de chaque résistance est égale et en opposition de phase lorsque R1 =  R2. Un point commun (relié généralement à la terre) entre la liaison de R2 avec l'enroulement primaire et l'enroulement secondaire est réalisé de telle sorte que l'égalité des deux résistances puisse être mesurée par un appareil comme un galvanomètre de zéro ou un détecteur acoustique, la somme des tensions aux bornes des deux résistances étant nulle. La résistance R1 est la résistance de terre à mesurer, la R2 est constituée pratiquement de boîtes à décades de précision complétées par un réglage fin. La source de courant alternatif est réalisée grâce à une magnéto actionnée par une manivelle.
Sur les appareils modernes, la source de courant alternatif est réalisée à partir d'un générateur électronique piloté par un oscillateur (disparition de la magnéto et de sa manivelle). La mesure de la résistance de terre est effectuée par calcul à partir de la valeur du courant injecté dans la terre entre la prise de terre et un ou plusieurs points de référence (par exemple, par des piquets de terre) et de la mesure de la tension entre un point de référence (de tension nulle) et le point de terre (ou entre deux points de référence selon les méthodes de mesure). Le calcul et l'affichage sont numériques : disparition du galvanomètre, du détecteur acoustique et des boîtes à décades. Certains appareils possèdent des accessoires, tels que les « pinces de terre » à transformateurs ouvrant, permettent d'effectuer des mesures directes sur les conducteurs de terre, en particulier dans les locaux à réseaux de terre maillés.

## Applications et mesures
La mesure de la résistance des prises de terre permet essentiellement de déterminer si une installation électrique est correcte du point de vue des normes relatives à la sécurité des personnes : écoulement des charges dues à un défaut ou à un choc de foudre. Elle permet également de valider la bonne équipotentialité du réseau (CEM).
La mesure de la résistivité du sol permet de concevoir cette prise de terre : le type et la dimension de l'électrode de terre dépendent de la résistivité du sol et de la valeur de la résistance de terre à obtenir.
La « boucle d'impédance » ou boucle de terre d'une installation électrique, dépend du schéma de liaison à la terre. La mesure de la résistance de cette boucle d'impédance est un autre moyen de mesurer la résistance de la prise de terre. Cette méthode peut être utilisée dans les locaux d'habitation où il est exclu de pouvoir planter des piquets de terre. Lors de la mesure, on utilise le conducteur de phase et la terre (conducteur PE) de l'installation. Le circuit électrique ne doit pas être interrompu lors de la mesure. Cette mesure est en général réalisée grâce à un telluromètre équipé de pince de terre ou par une pince de terre-telluromètre indépendante.

### Fabricants
- Chauvin Arnoux
- Fluke
- Megger